# Dameneishockey-Bundesliga 2012/13
Die Saison 2012/13 der österreichischen Dameneishockey-Bundesligen wurde parallel zur Elite Women’s Hockey League ausgetragen. In der ersten Bundesliga konnten die Neuberg Highlanders ihre Titelgewinne der Vorjahre wiederholen. Die zweite Bundesliga wurde vom 1. DEC Devils Graz gewonnen. Die EHV Sabres Wien verteidigten anschließend erfolgreich ihren Staatsmeistertitel.

## Dameneishockey-Bundesliga
Die Dameneishockey-Bundesliga wurde vom 15. September 2012 bis 2. März 2012 in Form einer einfachen Hin- und Rückrunde ohne Play-offs ausgetragen. Neben den fünf österreichischen nahmen zwei slowenische Mannschaften und eine aus Kroatien teil.

### Abschlusstabelle
| Pl. | Mannschaft               | Land       | Sp | S  | SNV | NNV | N  | Punkte | Tore    |
| 1.  | Neuberg Highlanders      | Osterreich | 14 | 12 | 1   | 0   | 1  | 38     | 100:026 |
| 2.  | HDK Maribor              | Slowenien  | 14 | 12 | 0   | 0   | 2  | 36     | 099:031 |
| 3.  | KHL Grič Zagreb          | Kroatien   | 14 | 9  | 0   | 0   | 5  | 27     | 083:60  |
| 4.  | HK Triglav Kranj         | Slowenien  | 14 | 6  | 2   | 1   | 5  | 23     | 048:044 |
| 5.  | DEC Dragons Klagenfurt   | Osterreich | 14 | 5  | 0   | 1   | 8  | 16     | 047:74  |
| 6.  | EHV Sabres Wien II       | Osterreich | 14 | 4  | 0   | 1   | 9  | 13     | 042:080 |
| 7.  | Gipsy Girls Villach      | Osterreich | 14 | 2  | 1   | 0   | 11 | 8      | 037:103 |
| 8.  | EC "Die Adler" Kitzbühel | Osterreich | 14 | 2  | 0   | 1   | 11 | 7      | 033:071 |

Damit qualifizierten sich die Neuberger Highlanders für die Play-offs um den Staatsmeistertitel.

## Österreichische Staatsmeisterschaft
Die Staatsmeisterschaft der Saison 2012/13 wurde in Play-offs entschieden. Als Grunddurchgang wurden die Tabellen der Elite Women’s Hockey League 2012/13 und DEBL gewertet. Teilnahmeberechtigt waren damit der EHV Sabres Wien (2./EWHL), die DEC Salzburg Eagles (3./EWHL), die WE-V Flyers (6./EWHL) und die Neuberg Highlanders (1./DEBL).
Die Mannschaften spielten im Modus Best-of-Three um die Finalteilnahme. Die Sieger traten anschließend um den Titel „Österreichischer Dameneishockey Staatsmeister 2012/13“ an. Die anderen beiden Teams spielten im gleichen Modus um die Bronzemedaille.

### Halbfinale
Die Halbfinalspiele fanden am 9. und 10. März 2013 statt. Es waren jeweils nur zwei Spiele in der Serie Best-of-three notwendig. Die Favoriten setzten sich trotz zum Teil knapper Ergebnisse durch.
|                                       | Serie | 1                   | 2                   | 3 |
| ------------------------------------- | ----- | ------------------- | ------------------- | - |
| EHV Sabres Wien – Neuberg Highlanders | 2:0   | 4:3 (2:0, 1:2, 1:1) | 9:3 (0:3, 1:3, 2:3) | – |
| DEC Salzburg Eagles – WE-V Flyers     | 2:0   | 3:2 (1:0, 0:1, 2:1) | 4:3 (1:2, 1:0, 2:1) | – |

### Spiele um Bronze
Die Spiele um Bronze fanden am 16. und 23. März 2013 statt. Im ersten Spiel hatte die Wiener Mannschaft Heimrecht.
|                                   | Serie | 1                   | 2                   | 3 |
| --------------------------------- | ----- | ------------------- | ------------------- | - |
| WE-V Flyers – Neuberg Highlanders | 2:0   | 3:1 (2:0, 1:1, 0:0) | 3:2 (1:1, 1:1, 1:0) | – |

### Finale
Die Finalspiele fanden am 4. und 10. März 2012 statt. Im ersten Spiel hatte der EHV Sabres Heimrecht. Mit zwei deutlichen Siegen gewann der Verein zum zehnten Mal den Staatsmeistertitel.
|                                       | Serie | 1                   | 2                   | 3 |
| ------------------------------------- | ----- | ------------------- | ------------------- | - |
| EHV Sabres Wien – DEC Salzburg Eagles | 2:0   | 9:1 (3:0, 0:0, 6:1) | 7:3 (0:1, 5:1, 2:1) | – |

## 2. Dameneishockey-Bundesliga
Die DEBL II wurde in einem Grunddurchgang in Form einer Einfachrunde mit Hin- und Rückspiel sowie anschließenden Play-offs im Modus Best-of-Three durchgeführt.

### Tabelle nach Grunddurchgang
| Pl. | Mannschaft             | Sp | S | SNV | NNV | N | Punkte | Tore   |
| 1.  | 1. DEC Devils Graz     | 8  | 8 | 0   | 0   | 0 | 24     | 86:19  |
| 2.  | Red Angels Innsbruck   | 8  | 6 | 0   | 0   | 2 | 18     | 051:22 |
| 3.  | DHC IceCats Linz       | 8  | 3 | 0   | 1   | 4 | 10     | 029:28 |
| 4.  | Mirnock Girls Feld/See | 8  | 2 | 1   | 0   | 5 | 7      | 030:40 |
| 5.  | EC Icemice Telfs       | 8  | 0 | 0   | 0   | 8 | 0      | 05:88  |

### Play-offs
Halbfinale
|                                             | Serie | Spiel 1             | Spiel 2                        | Spiel 3             |
| ------------------------------------------- | ----- | ------------------- | ------------------------------ | ------------------- |
| 1. DEC Devils Graz – Mirnock Girls Feld/See | 2:0   | 2:0 (0:0, 1:0, 1:0) | 2:1 n. V. (0:0, 1:1, 0:0, 1:0) | –                   |
| Red Angels Innsbruck – DHC IceCats Linz     | 1:2   | 0:5 (0:1, 0:0, 0:4) | 3:0 (0:0, 0:0, 3:0)            | 3:4 (1:2, 0:0, 2:2) |

Serie um Platz 3
|                                               | Serie | Spiel 1             | Spiel 2             | Spiel 3             |
| --------------------------------------------- | ----- | ------------------- | ------------------- | ------------------- |
| Red Angels Innsbruck – Mirnock Girls Feld/See | 2:1   | 5:0 (5:0, 0:0, 0:0) | 0:4 (0:0, 0:2, 0:2) | 6:4 (2:2, 1:1, 3:1) |

Finale
|                                       | Serie | Spiel 1             | Spiel 2             | Spiel 3             |
| ------------------------------------- | ----- | ------------------- | ------------------- | ------------------- |
| 1. DEC Devils Graz – DHC IceCats Linz | 2:1   | 4:0 (2:0, 1:0, 1:0) | 2:3 (0:2, 0:0, 2:1) | 4:3 (0:0, 1:2, 3:1) |

Für die Grazer Devils ist es der erste Titel in der DEBL2 nach 2 Silber- und 2 Bronzemedaillen, für die Linzer Ice Cats ist Silber die beste Platzierung der Vereinsgeschichte und nach der Bronzemedaille 2009/10 der zweite "Stockerlplatz".